# Mortoniodendron
Mortoniodendron je biljni rod iz porodice sljezovki raširen po tropskoj Americi, od južnog Meksika do Kolumbije. Pripada mu 16 vrsta drveća i grmova.

## Vrste
1. Mortoniodendron abelianum Al.Rodr.
2. Mortoniodendron anisophyllum (Standl.) Standl. & Steyerm.
3. Mortoniodendron apetalum Al.Rodr.
4. Mortoniodendron cauliflorum Al.Rodr.
5. Mortoniodendron costaricense Standl. & L.O.Williams
6. Mortoniodendron guatemalense Standl. & Steyerm.
7. Mortoniodendron hirsutum Standl.
8. Mortoniodendron longipedunculatum Al.Rodr.
9. Mortoniodendron membranaceum Standl. & Steyerm.
10. Mortoniodendron ocotense Ishiki & T.Wendt
11. Mortoniodendron palaciosii Miranda
12. Mortoniodendron pentagonum (Donn.Sm.) Miranda
13. Mortoniodendron ruizii Miranda
14. Mortoniodendron sulcatum Lundell
15. Mortoniodendron uxpanapense Dorr & T.Wendt
16. Mortoniodendron vestitum Lundell

## Sinonimi
- Orthandra Burret
- Westphalina A.Robyns & Bamps